# 小田渕站
小田渕站（日语：／ Odabuchi eki */?）是位於日本愛知縣豐川市小田渕町卯足，屬於名古屋鐵道名古屋本線的鐵路車站。車站編號為NH03。

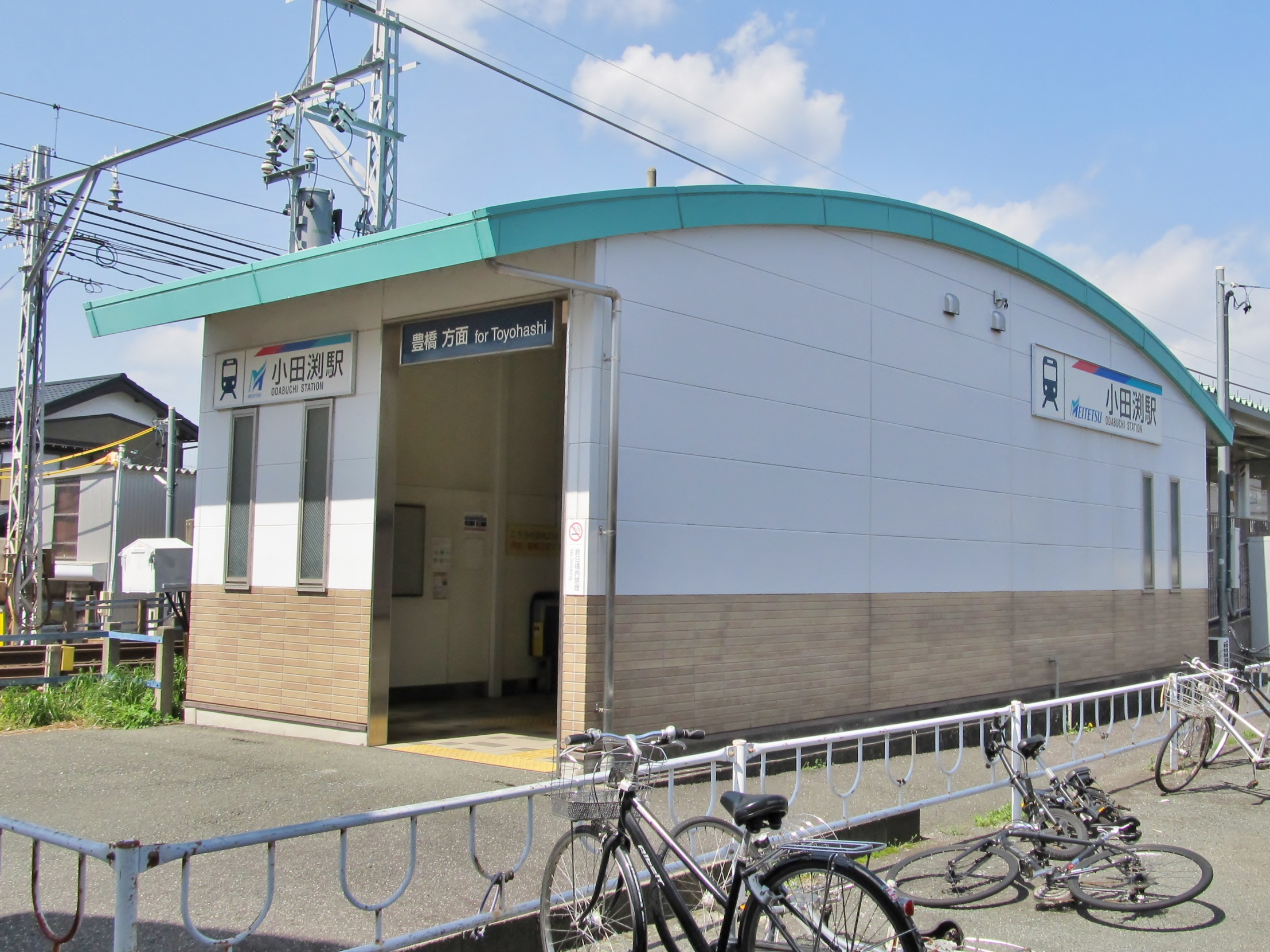
往豐橋方向的站房(2024年3月)

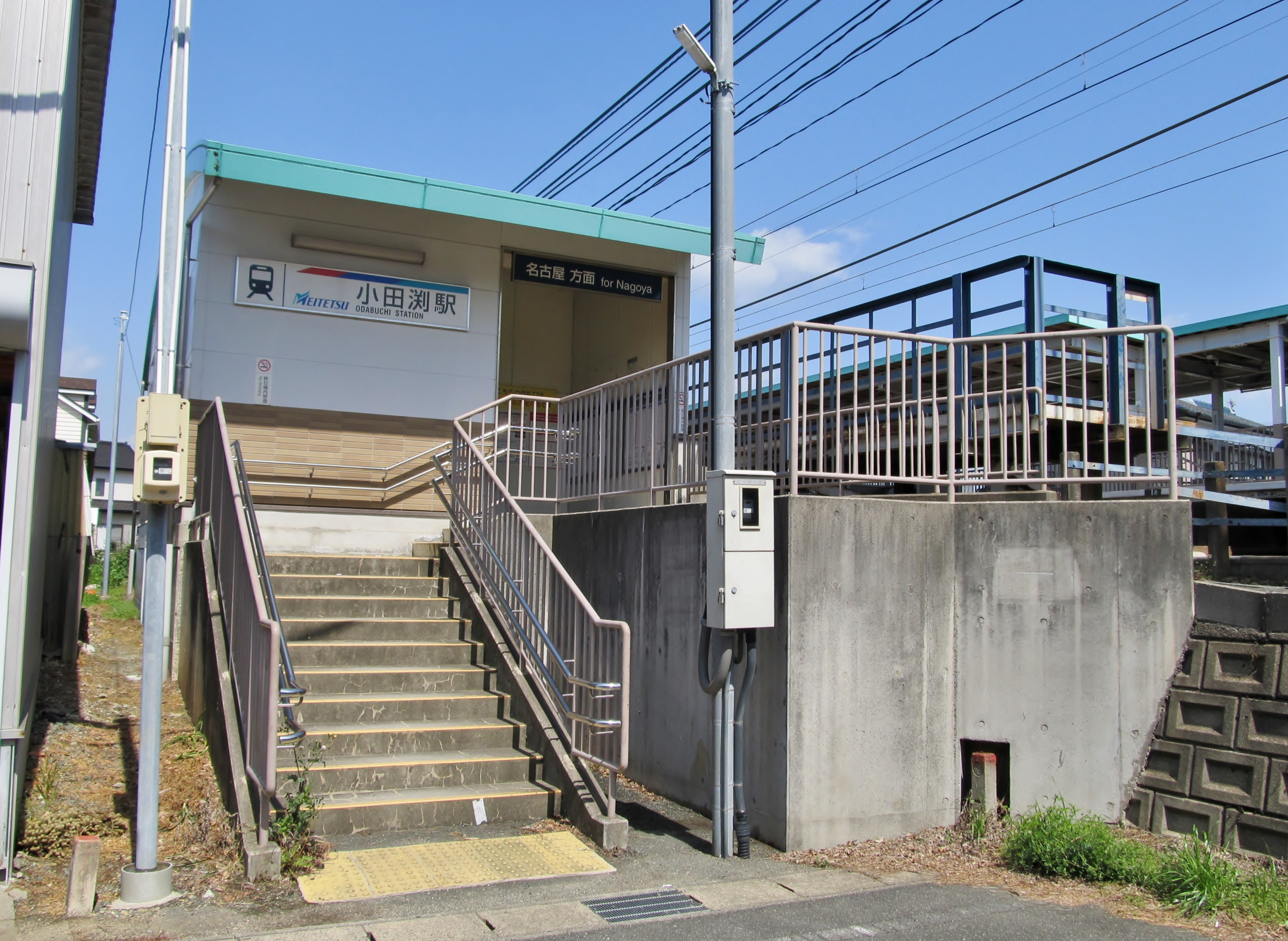
往名古屋方向的站房(2024年3月)

## 車站構造
本站為可停靠4節編組的對向式月台2面2線地面車站，站房設於各月台近豐橋一側。引入車站集中管理系統（管理站為國府站）後為無人站。6節編組的各站停車停靠時後2節會採用選擇性車門操作。閘內沒有來往各月台的通道。
| 月台 | 路線       | 方向 | 目的地                 |
| ---- | ---------- | ---- | ---------------------- |
| 1    | 名古屋本線 | 下行 | 東岡崎、名鐵名古屋方向 |
| 2    | 名古屋本線 | 上行 | 豐橋方向               |

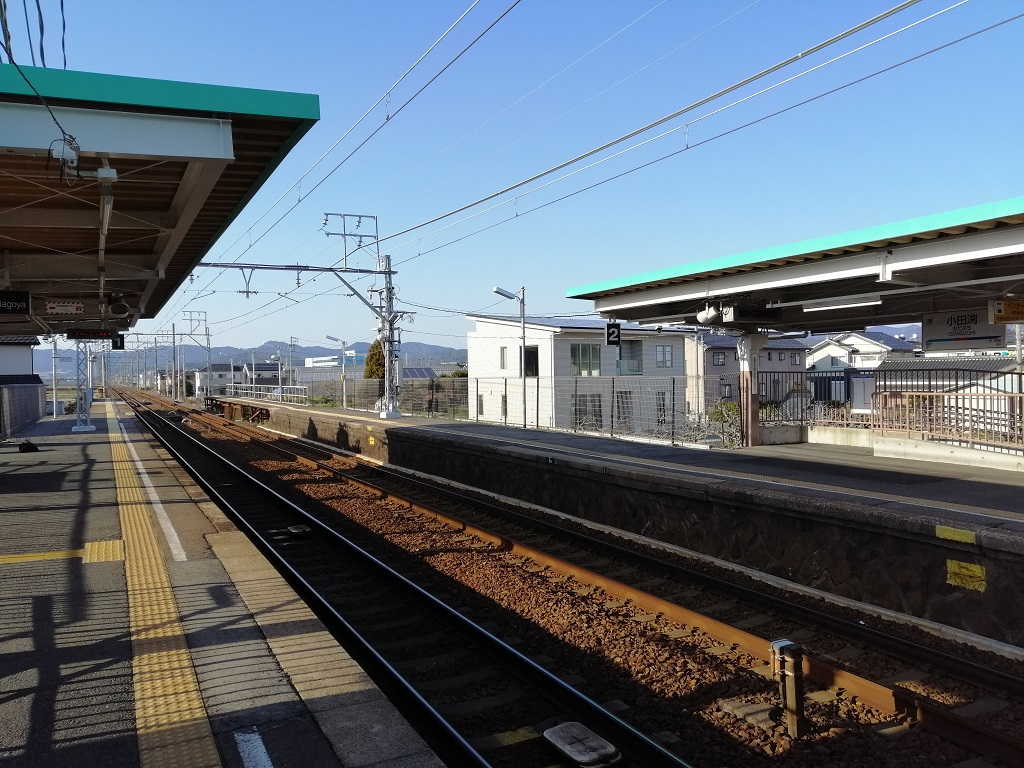
月台(2020年2月)
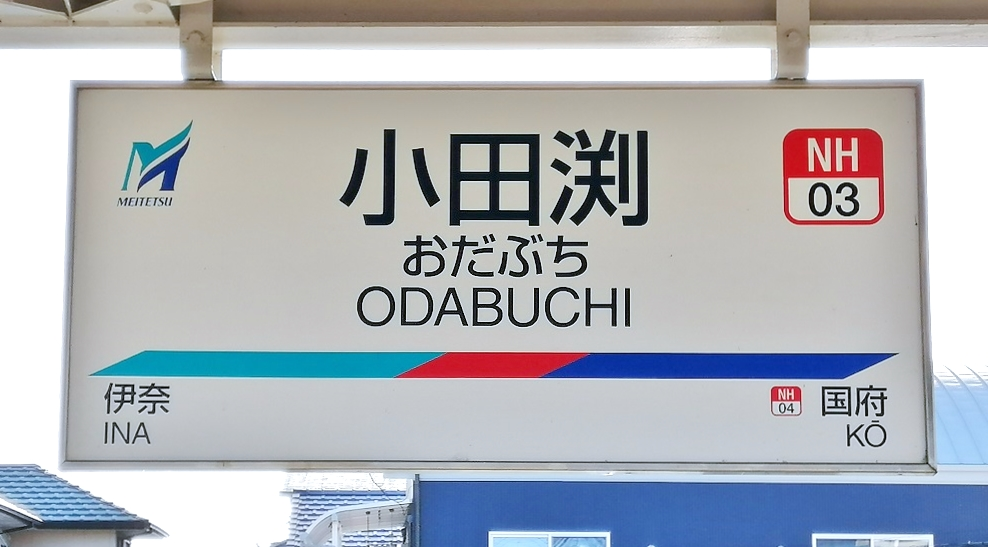
站名牌(2020年2月)

### 配線圖
| ← 豐橋方向      | 小田渕站 構內配線略圖 | → 東岡崎 、名古屋方向 |
| 图例 参考文献： |                       |                       |

## 使用情況
| 年度   | 1日平均 上車人次 |
| ------ | ---------------- |
| 2013年 | 214              |
| 2014年 | 220              |
| 2015年 | 227              |
| 2016年 | 235              |
| 2017年 | 260              |

## 相鄰車站
名古屋鐵道
 名古屋本線
□快速特急、■特急、■急行、■準急
通過
■普通
伊奈（NH02）－小田渕（NH03）－國府（NH04）

### 來源
1. ↑  共通SFカードシステム「トランパス」を名古屋本線未導入駅10駅と豊川線3駅に導入します （页面存档备份，存于） - 名古屋鉄道、2005年11月15日
2. 1 2  駅時刻表：名古屋鉄道・名鉄バス （页面存档备份，存于）、2019年3月23日閲覧
3. ↑  電気車研究会、『鉄道ピクトリアル』通巻第816号 2009年3月 臨時増刊号 「特集 - 名古屋鉄道」、巻末折込「名古屋鉄道 配線略図」

## 外部連結
- 小田渕 - 名古屋鐵道